# Marko Arnautović
Marko Arnautović (sinh ngày 19 tháng 4 năm 1989) là một cầu thủ bóng đá chuyên nghiệp người Áo hiện đang thi đấu ở vị trí tiền đạo cho câu lạc bộ Serie A Inter Milan và đội tuyển bóng đá quốc gia Áo.
Arnautović bắt đầu sự nghiệp tại một số câu lạc bộ tại Viên trước khi chuyển đến Hà Lan chơi cho Twente vào năm 2006. Trong mùa giải 2008-09, anh đến Inter Milan theo thỏa thuận cho mượn nhưng chỉ được ra sân trong ba trận. Tháng 6 năm 2010, anh gia nhập đội bóng Đức Werder Bremen. Từ tháng 9 năm 2013, Arnautović là cầu thủ của Stoke City. Tháng 7 năm 2017, anh đến West Ham United với phí chuyển nhượng 20 triệu £. Hai năm sau, anh chuyển sang Trung Quốc thi đấu cho Thượng Hải SIPG thi đấu với phí chuyển nhượng 22.4 triệu £.
Arnautović được triệu tập vào đội tuyển Áo lần đầu tiên vào năm 2008 và cùng đội tuyển nước này tham dự UEFA Euro 2016, UEFA Euro 2020 và UEFA Euro 2024.

## Sự nghiệp câu lạc bộ

### Giai đoạn đầu sự nghiệp
Arnautović bắt đầu sự nghiệp tại Floridsdorfer AC, một câu lạc bộ tại phía bắc thành phố Viên. Sau đó anh trải qua thời gian thi đấu cho nhiều câu lạc bộ khác tại Áo như FK Austria Wien, First Vienna FC 1894, SK Rapid Wien trước khi trở lại Floridsdorfer AC và được các huấn luyện viên từng dẫn dắt anh đánh giá là "không thể dạy bảo" và không thể làm việc cùng. Năm 2006, anh được các tuyển trạch viên câu lạc bộ Hà Lan FC Twente phát hiện và sau đó ký hợp đồng.

### Twente
Arnautović ghi được 22 bàn chỉ sau 24 trận cho đội U-19 Twente trong mùa giải 2007–08. Sau đó, anh có 3 năm thi đấu cho Jong FC Twente, ghi được 27 bàn sau 32 trận. Arnautović có trận đấu đầu tiên cho FC Twente trong trận đấu với PSV Eindhoven vào tháng 4 năm 2007. Tháng 7 năm 2008, anh đồng ý gia hạn hợp đồng với Twente.
Tháng 3 năm 2009, anh bị cáo buộc có hành vi phân biệt chủng tộc nhưng sau đó Liên đoàn bóng đá Hà Lan đã tuyên anh vô tội. Trong mùa giải 2008-09, anh ghi được 12 bàn thắng cho Twente và đây cũng là số bàn thắng anh có được sau 44 trận đấu cho Twente tại Giải vô địch quốc gia Hà Lan.

### Inter Milan
Ngày 6 tháng 8 năm 2009, Arnautović gia nhập Inter Milan theo thỏa thuận cho mượn và nếu anh không thi đấu đủ số trận theo hợp đồng, anh sẽ trở lại Twente. Anh có trận đấu chính thức đầu tiên tại Serie A trong chiến thắng 1-0 trước Chievo ngày 6 tháng 1 năm 2010. Sau đó anh chỉ được ra sân ở hai trận đấu khác với Siena và Atalanta. Vào cuối mùa giải, Inter Milan quyết định không muốn tiếp tục giữ lại Arnautović.

### Werder Bremen
Ngày 4 tháng 6 năm 2010, câu lạc bộ Đức Werder Bremen xác nhận đã có được Arnautović từ Twente theo bản hợp đồng có thời hạn 4 năm. Anh có trận đấu đầu tiên tại Bundesliga vào ngày 21 tháng 8 năm 2010 trong trận thua 4-1 trước Hoffenheim. Arnautović lập cú đúp và một pha kiến tạo trong trận thắng 1. FC Köln 4-2 ngày 28 tháng 8 năm 2010, bàn thắng đầu tiên của anh cho Bremen. Ngày 20 tháng 10, anh ghi bàn thắng vào lưới đội bóng cũ Twente khi vào sân từ ghế dự bị giúp Bremen có được trận hòa tại lượt trận thứ hai vòng bảng UEFA Champions League. Sau đó anh tiếp tục có một pha lập công nữa tại Champions League, lần này cũng là một đội bóng cũ khác là Inter Milan. Tháng 3 năm 2012, anh phải nghỉ thi đấu hai tháng vì bị rách dây chằng đầu gối trong lúc chơi đùa với chú chó của mình.
Trong mùa giải 2012–13, Arnautović có được 4 bàn thắng tại Bundesliga, trong đó có một hat-trick vào ngày 2 tháng 12 năm 2012 trong chiến thắng 4-1 trước Hoffenheim. Tháng 4 năm 2013, Arnautović và người đồng đội Eljero Elia tại Bremen bị phát hiện đã tham gia đua xe và cả hai đều bị cấm thi đấu trong giai đoạn còn lại của mùa giải. Trong ba mùa giải thi đấu cho Bremen, tiền đạo người Áo có được 14 bàn thắng sau 72 trận tại Bundesiga.

### Stoke City

#### 2013-14
Ngày 2 tháng 9 năm 2013, Arnautović gia nhập Stoke City, một đội bóng tại Premier League theo bản hợp đồng có thời hạn bốn năm với phí chuyển nhượng 2 triệu £. Anh được trao cho chiếc áo số 10 tại đội bóng Anh. Mười hai ngày sau đó, anh có trận đấu đầu tiên cho Stoke trong trận hòa 0-0 với Manchester City. Ngày 26 tháng 10, Arnautović ghi bàn thắng đầu tiên cho đội bóng Anh, một pha đá phạt trực tiếp thành bàn, trong trận thua Manchester United 3-2. Ngày 19 tháng 4 năm 2014, anh ghi bàn mở tỉ số từ chấm phạt đền cho Stoke trong trận Stoke hòa Cardiff City 1-1. Trong mùa giải đầu tiên tại Anh, Arnautović ghi được 5 bàn thắng trong 35 trận đấu.

#### 2014-15
Trong giai đoạn nửa đầu mùa giải 2014-15, Arnautović sa sút phong độ và mất vị trí chính thức tại Stoke. Ngày 4 tháng 1 năm 2015, trong trận đấu với Wrexham tại cúp FA, anh ghi bàn thắng gỡ hòa quan trọng ở phút 80 giúp Stoke lội ngược dòng đánh bại đối thủ 3-1. Đến ngày 29 tháng 4 năm 2015, anh mới có bàn thắng đầu tiên tại Premier League 2014-15, bàn thắng ở phút 95 trận hòa 1-1 với West Ham United. Trong mùa giải thứ hai, anh chỉ có được 2 bàn thắng trong 35 trận đấu.

#### 2015-16
Bàn thắng đầu tiên của Arnautović trong mùa giải 2015-16 là bàn thắng rút ngắn tỉ số xuống còn 1-2 trong trận hòa 2-2 với Tottenham Hotspur tại sân White Hart Lane vào ngày 15 tháng 8. Ngày 7 tháng 11, anh ghi bàn thắng duy nhất của trận đấu với đương kim vô địch Chelsea sau cú vô lê trong vòng cấm. Trong tháng 12, anh ghi bàn giúp Stoke đánh bại các đối thủ mạnh Manchester City (cú đúp) và Manchester United với cùng tỉ số 2–0.
Ngày 28 tháng 12, Arnautović bị trung vệ John Stones của Everton phạm lỗi trong vòng cấm ở phút cuối cùng của trận đấu và chính anh là người thực hiện thành công quả phạt đền giúp Stoke giành chiến thắng trước Everton 4-3. Ngày 26 tháng 1 năm 2016, anh ghi bàn thắng duy nhất trong trận bán kết lượt về Football League Cup với Liverpool. Hai đội phải bước vào loạt sút luân lưu sau đó và Stoke là đội thua cuộc. Một tháng sau đó, Arnautović lập cú đúp trong trận Stoke thắng Aston Villa 2-1. Kết thúc mùa giải 2015-16, anh là chân sút số một của Stoke với 12 bàn thắng sau 40 trận đấu.

#### 2016-17
Tháng 7 năm 2016, Arnautović ký hợp đồng mới có thời hạn 4 năm với Stoke City. Anh có bàn thắng đầu tiên ở mùa giải 2016-17 trong trận thua 1-4 trước Crystal Palace vào ngày 18 tháng 9. Ngày 14 tháng 12, anh bị truất quyền thi đấu chỉ sau có 24 phút trong trận hòa 0-0 với Southampton.
Ngày 14 tháng 1 năm 2017, Arnautović lập cú đúp vào lưới Sunderland trong chiến thắng 3-1 của Stoke, cú đúp đầu tiên của anh tại Premier League kể từ ngày 27 tháng 2 năm 2016. Ngày 4 tháng 3, anh có cú đúp thứ hai trong mùa giải giúp Stoke thắng Middlesbrough 2-0. Bàn thắng cuối cùng của anh trong mùa giải là pha mở tỉ số trong chiến thắng 3-1 trước Hull City ngày 15 tháng 4.

### West Ham United
Ngày 22 tháng 7 năm 2017, Arnautović chính thức trở thành cầu thủ của West Ham United theo bản hợp đồng có thời hạn năm năm với phí chuyển nhượng cao nhất trong lịch sử câu lạc bộ là 20 triệu £, có thể nâng lên 25 triệu £. Trong trận ra mắt West Ham tại trận giao hữu trước mùa giải với Werder Bremen, Arnautović là người ghi bàn mở tỉ số trong trận hòa 2-2.

#### 2017-18
Anh có trận đấu chính thức đầu tiên cho West Ham vào ngày 13 tháng 8 tại vòng 1 Premier League 2017-18, thi đấu đủ 90 phút trong trận thua 4-0 trước Manchester United tại Old Trafford. Trong trận đấu sáu ngày sau đó thua Southampton 3-2, Arnautović bị truất quyền thi đấu chỉ sau 33 phút thi đấu với pha đánh nguội trung vệ Jack Stephens của đối phương. Sau chuỗi trận bết bát đầu mùa của West Ham, huấn luyện viên Slaven Bilić bị sa thải và tân huấn luyện viên David Moyes đã cảnh báo Arnautović phải nỗ lực hơn nữa nếu muốn có chỗ đứng trong đội hình.
Ngày 9 tháng 12 năm 2017, anh có bàn thắng đầu tiên cho West Ham và cũng là bàn thắng duy nhất của trận đấu với Chelsea. Đây cũng là chiến thắng đầu tiên của Moyes tại West Ham. Bàn thắng tiếp theo của anh là bàn thắng vào lưới đội bóng cũ Stoke City trong chiến thắng 3-0. Ngày 26 tháng 12, anh lập cú đúp ở 10 phút cuối trận đấu với Bournemouth nhưng West Ham vẫn phải chấp nhận chia điểm trong trận hòa 3-3.

#### 2018-19
Arnautović có được bàn thắng đầu tiên trong mùa giải 2018-19 với cú phạt đền thành công vào lưới Bournemouth tại vòng 2 Premier League 2018-19 ngày 18 tháng 8 năm 2018 nhưng West Ham vẫn chịu thất bại 1-2. Một tuần sau đó, anh mở tỉ số trong chuyến làm khách đến sân Emirates của Arsenal bằng một cú sút từ ngoài vòng cấm nhưng West Ham sau đó để thua ngược 1-3. Phải đến ngày 16 tháng 9 thì West Ham mới có chiến thắng đầu tiên trong mùa giải mới trước Everton với tỉ số 3-1 và Arnautović đã đóng góp 1 bàn thắng và 1 đường chuyền thành bàn.
Ngày 29 tháng 9, Arnautović ấn định chiến thắng 3-1 của the Hammers trước Manchester United. Ngày 3 tháng 11, anh là người ghi bàn mở tỉ số cho cơn mưa bàn thắng 4-2 trước Burnley.
Arnautović có tổng cộng 22 bàn thắng sau 65 trận đấu cho West Ham.

### Thượng Hải SIPG
Ngày 7 tháng 7 năm 2019, Arnautović ký hợp đồng với đội bóng Trung Quốc là Thượng Hải SIPG với phí chuyển nhượng 22.4 triệu £ và mức lương 280.000 £ một tuần. Ngày 21 tháng 7, chỉ 18 phút sau khi ra sân trận đầu tiên tại Trung Quốc, Arnautović ghi bàn thắng nâng tỉ số lên 2-1 trong trận hòa 2-2 với Trùng Khánh Lực Phàm.
Cuối tháng 6 năm 2021, Arnautović đạt được thỏa thuận chấm dứt hợp đồng với đội bóng Thượng Hải sau khi có 20 bàn thắng trong 39 trận đấu tại Trung Quốc.

### Bologna
Đầu tháng 8 năm 2021, Arnautović trở thành cầu thủ của Bologna thi đấu tại Serie A. Ngay trong trận đấu đầu              tiên của Bologna tại Serie A 2021-22, Arnautović đã ghi được một bàn thắng trong chiến thắng 3-2 trước Salernitana.

## Sự nghiệp đội tuyển quốc gia

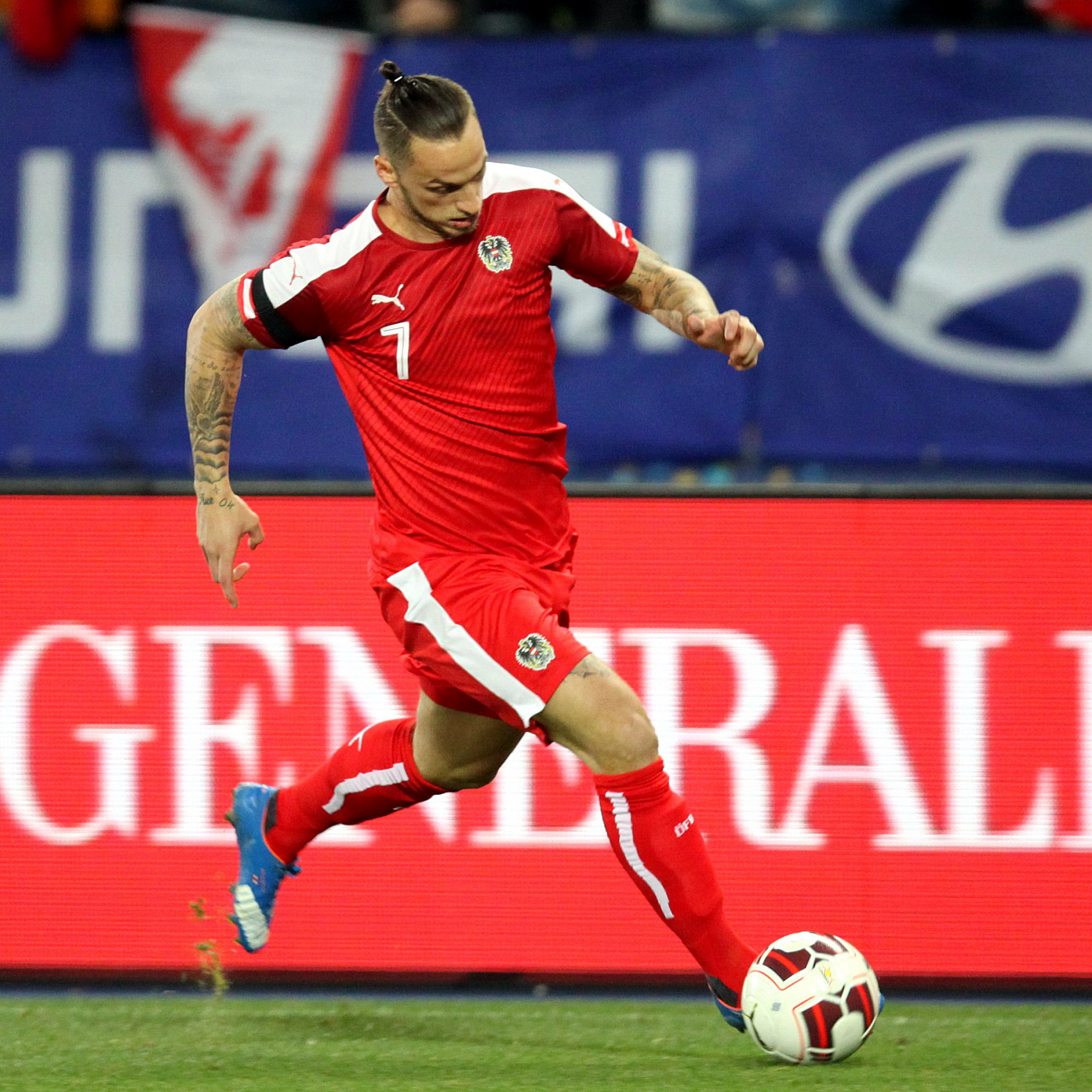
Arnautović thi đấu cho đội tuyển Áo vào tháng 11 năm 2015

Arnautović từng là thành viên đội U-19 Áo tham dự Giải vô địch bóng đá U-19 châu Âu năm 2007 nhưng anh đã bị truất quyền thi đấu ở trận thứ hai vòng bảng và U-19 Áo sau đó cũng bị loại sớm. Sau đó, anh lại được gọi vào đội tuyển U-21 Áo và sau khi có được thành tích ba bàn/năm trận, huấn luyện viên Andreas Herzog đã khen anh là cầu thủ Áo xuất sắc nhất trong vòng 30 năm qua.
Arnautović có trận đấu đầu tiên cho đội tuyển Áo vào ngày 11 tháng 10 năm 2008 gặp Quần đảo Faroe. Anh có bàn thắng đầu tiên vào ngày 8 tháng 10 năm 2010, một cú đúp trong chiến thắng 3-0 trước Azerbaijan tại vòng loại Euro 2012. Bốn ngày sau đó, cũng trong khuôn khổ vòng loại Euro 2012, anh góp một bàn thắng trong trận hòa 4-4 với Bỉ.

### Euro 2016
Arnautović góp công lớn trong việc giúp đội tuyển Áo giành quyền tham dự Euro 2016 tại Pháp với ba bàn thắng trong suốt vòng loại, vào lưới các đội tuyển Montenegro và Liechtenstein. Anh là một trong 23 cầu thủ Áo được huấn luyện viên Marcel Koller chọn tham dự Euro 2016. Tuy nhiên, đội tuyển Áo đã rời giải ngay sau đó với chỉ vỏn vẹn 1 điểm, đứng cuối bảng F với 1 trận hòa và 2 trận thua, chỉ ghi được 1 bàn thắng và bị thủng lưới 4 bàn trong đó Arnautović có mặt trong đội hình chính thức ở cả ba trận vòng bảng lần lượt với Hungary, Bồ Đào Nha và Iceland.
Tại lượt trận thứ hai Vòng loại World Cup 2018, Arnautović lập cú đúp giúp Áo cầm hòa Wales 2-2 sau hai lần bị dẫn trước.

### Euro 2020
Arnautović ghi những bàn thắng đầu tiên tại Vòng loại Euro 2020 với cú đúp vào lưới Israel nhưng Áo vẫn phải chấp nhận thất thủ 2-4 trên sân khách. Anh sau đó có thêm hai cú đúp liên tiếp trong hai chiến thắng đậm 4-1 và 6-0 trước Bắc Macedonia và Latvia. Arnautović là tay săn bàn hàng đầu của đội tuyển Áo tại vòng loại để giúp Áo giành vé tham dự kỳ Euro thứ hai liên tiếp với vị trí nhì bảng G sau Ba Lan.
Arnautović là một trong 26 cầu thủ Áo được triệu tập tham dự Euro 2020. Trong trận đấu mở màn bảng C với Bắc Macedonia, khi tỷ số đang là 1-1, Arnautović được tung vào sân ở phút 59 và chính anh là người ấn định chiến thắng 3-1 cho đội tuyển Áo. Đây cũng là trận thắng đầu tiên của đội tuyển Áo tại giải vô địch bóng đá Châu Âu sau ba lần tham dự giải. Tuy nhiên sau khi ghi bàn, Arnautović có hành động ăn mừng thái quá mang dấu hiệu xúc phạm người Albania nên đã bị UEFA treo giò trận kế tiếp gặp Hà Lan.
Anh được đá chính trong trận đấu cuối cùng của vòng bảng gặp Ukraina để quyết định vị trí nhì bảng giành tấm vé đi tiếp ngày 21 tháng 6. Áo giành chiến thắng 1-0 và có lần đầu tiên vượt qua vòng bảng của một kỳ Euro. Trong trận đấu vòng 16 đội với Ý, Arnautović đánh đầu hạ gục thủ môn Gianluigi Donnarumma ở phút 64 nhưng sau cùng bàn thắng của anh không được công nhận sau khi trọng tài tham khảo VAR. Anh rời sân ở phút 97 và Ý chỉ có thể đánh bại Áo 2-1 sau hai hiệp phụ.

## Thống kê sự nghiệp

### Câu lạc bộ
Tính đến ngày 26 tháng 5 năm 2024
| Câu lạc bộ            | Mùa giải            | Giải đấu             | Giải đấu | Giải đấu | Cúp quốc gia | Cúp quốc gia | Cúp liên đoàn | Cúp liên đoàn | Châu Âu | Châu Âu | Khác | Khác | Tổng cộng | Tổng cộng |
| Câu lạc bộ            | Mùa giải            | Hạng                 | Trận     | Bàn      | Trận         | Bàn          | Trận          | Bàn           | Trận    | Bàn     | Trận | Bàn  | Trận      | Bàn       |
| --------------------- | ------------------- | -------------------- | -------- | -------- | ------------ | ------------ | ------------- | ------------- | ------- | ------- | ---- | ---- | --------- | --------- |
| Twente                | 2006–07             | Eredivisie           | 2        | 0        | 0            | 0            | —             | —             | 0       | 0       | 0    | 0    | 2         | 0         |
| Twente                | 2007–08             | Eredivisie           | 14       | 0        | 0            | 0            | —             | —             | 1       | 0       | 1    | 0    | 16        | 0         |
| Twente                | 2008–09             | Eredivisie           | 28       | 12       | 5            | 1            | —             | —             | 8       | 1       | —    | —    | 41        | 14        |
| Twente                | Tổng cộng           | Tổng cộng            | 44       | 12       | 5            | 1            | —             | —             | 9       | 1       | 1    | 0    | 59        | 14        |
| Internazionale (mượn) | 2009–10             | Serie A              | 3        | 0        | 0            | 0            | —             | —             | 0       | 0       | 0    | 0    | 3         | 0         |
| Internazionale (mượn) | Tổng cộng           | Tổng cộng            | 3        | 0        | 0            | 0            | —             | —             | 0       | 0       | 0    | 0    | 3         | 0         |
| Werder Bremen         | 2010–11             | Bundesliga           | 25       | 3        | 2            | 0            | —             | —             | 7       | 2       | —    | —    | 34        | 5         |
| Werder Bremen         | 2011–12             | Bundesliga           | 19       | 6        | 1            | 0            | —             | —             | —       | —       | —    | —    | 20        | 6         |
| Werder Bremen         | 2012–13             | Bundesliga           | 26       | 5        | 1            | 0            | —             | —             | —       | —       | —    | —    | 27        | 5         |
| Werder Bremen         | 2013–14             | Bundesliga           | 2        | 0        | 1            | 0            | —             | —             | —       | —       | —    | —    | 2         | 0         |
| Werder Bremen         | Tổng cộng           | Tổng cộng            | 72       | 14       | 4            | 0            | —             | —             | 7       | 2       | 0    | 0    | 83        | 16        |
| Stoke City            | 2013–14             | Premier League       | 30       | 4        | 2            | 0            | 3             | 1             | —       | —       | —    | —    | 35        | 5         |
| Stoke City            | 2014–15             | Premier League       | 29       | 1        | 3            | 1            | 3             | 0             | —       | —       | —    | —    | 35        | 2         |
| Stoke City            | 2015–16             | Premier League       | 34       | 11       | 0            | 0            | 6             | 1             | —       | —       | —    | —    | 40        | 12        |
| Stoke City            | 2016–17             | Premier League       | 32       | 6        | 1            | 0            | 2             | 1             | —       | —       | —    | —    | 35        | 7         |
| Stoke City            | Tổng cộng           | Tổng cộng            | 125      | 22       | 6            | 1            | 14            | 3             | —       | —       | —    | —    | 145       | 26        |
| West Ham United       | 2017–18             | Premier League       | 31       | 11       | 1            | 0            | 3             | 0             | —       | —       | —    | —    | 35        | 11        |
| West Ham United       | 2018–19             | Premier League       | 28       | 10       | 1            | 1            | 1             | 0             | —       | —       | —    | —    | 30        | 11        |
| West Ham United       | Tổng cộng           | Tổng cộng            | 59       | 21       | 2            | 1            | 4             | 0             | 0       | 0       | —    | —    | 65        | 22        |
| Thượng Hải SIPG       | 2019                | Chinese Super League | 11       | 9        | 2            | 0            | —             | —             | 2       | 0       | —    | —    | 15        | 9         |
| Thượng Hải SIPG       | 2020                | Chinese Super League | 18       | 7        | 1            | 0            | —             | —             | 1       | 1       | —    | —    | 20        | 8         |
| Thượng Hải SIPG       | 2021                | Chinese Super League | 4        | 3        | 0            | 0            | —             | —             | 0       | 0       | —    | —    | 4         | 3         |
| Thượng Hải SIPG       | Tổng cộng           | Tổng cộng            | 33       | 19       | 3            | 0            | —             | —             | 3       | 1       | —    | —    | 39        | 20        |
| Bologna               | 2021–22             | Serie A              | 33       | 14       | 1            | 1            | —             | —             | —       | —       | —    | —    | 34        | 15        |
| Bologna               | 2022–23             | Serie A              | 21       | 10       | 2            | 0            | —             | —             | —       | —       | —    | —    | 23        | 10        |
| Bologna               | 2023–24             | Serie A              | 0        | 0        | 1            | 0            | —             | —             | —       | —       | —    | —    | 1         | 0         |
| Bologna               | Tổng cộng           | Tổng cộng            | 54       | 24       | 4            | 1            | —             | —             | —       | —       | —    | —    | 58        | 25        |
| Inter Milan (mượn)    | 2023–24             | Serie A              | 27       | 5        | 1            | 0            | —             | —             | 4       | 2       | 2    | 0    | 34        | 7         |
| Tổng cộng sự nghiệp   | Tổng cộng sự nghiệp | Tổng cộng sự nghiệp  | 417      | 117      | 26           | 4            | 18            | 3             | 23      | 6       | 3    | 0    | 487       | 130       |

### Quốc tế

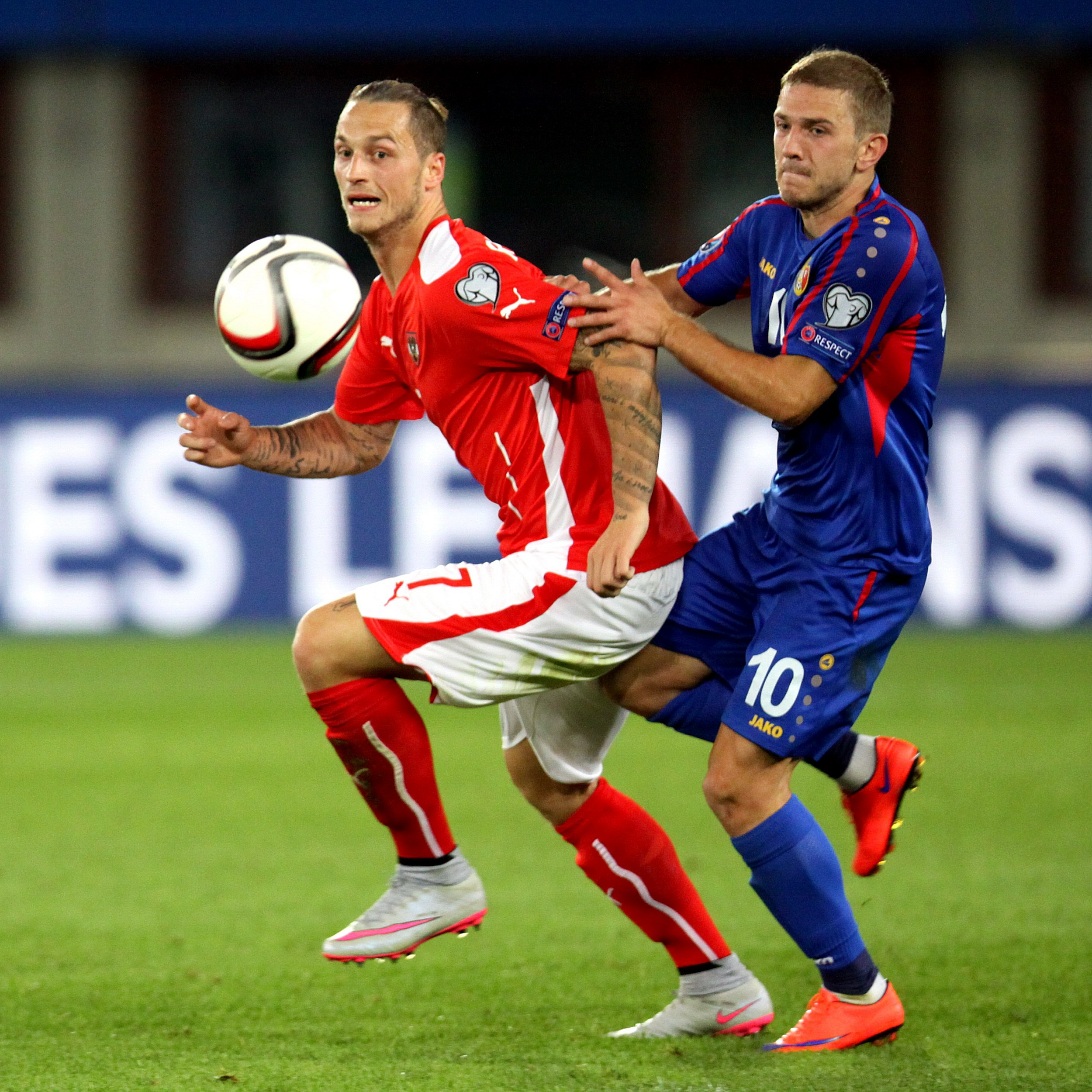
Arnautović thi đấu cho đội tuyển Áo vào tháng 9 năm 2015

Tính đến ngày 2 tháng 7 năm 2024
| Đội tuyển quốc gia | Năm       | Trận | Bàn |
| ------------------ | --------- | ---- | --- |
| Áo                 |           |      |     |
| 2008               | 3         | 0    |     |
| 2009               | 2         | 0    |     |
| 2010               | 3         | 3    |     |
| 2011               | 8         | 2    |     |
| 2012               | 7         | 2    |     |
| 2013               | 9         | 0    |     |
| 2014               | 8         | 0    |     |
| 2015               | 8         | 3    |     |
| 2016               | 13        | 3    |     |
| 2017               | 7         | 3    |     |
| 2018               | 10        | 4    |     |
| 2019               | 8         | 6    |     |
| 2020               | 2         | 0    |     |
| 2021               | 11        | 7    |     |
| 2022               | 7         | 2    |     |
| 2023               | 5         | 2    |     |
| 2024               | 5         | 1    |     |
| Tổng cộng          | Tổng cộng | 116  | 37  |

### Bàn thắng cho đội tuyển quốc gia
Tính đến ngày 21 tháng 6 năm 2024.
| #  | Ngày                 | Địa điểm                                               | Đối thủ       | Bàn thắng | Kết quả | Giải đấu                      |
| -- | -------------------- | ------------------------------------------------------ | ------------- | --------- | ------- | ----------------------------- |
| 1  | 8 tháng 10 năm 2010  | Sân vận động Ernst Happel, Vienna, Áo                  | Azerbaijan    | 2–0       | 3–0     | Vòng loại UEFA Euro 2012      |
| 2  | 8 tháng 10 năm 2010  | Sân vận động Ernst Happel, Vienna, Áo                  | Azerbaijan    | 3–0       | 3–0     | Vòng loại UEFA Euro 2012      |
| 3  | 12 tháng 10 năm 2010 | Sân vận động Nhà vua Baudouin, Brussels, Bỉ            | Bỉ            | 2–1       | 4–4     | Vòng loại UEFA Euro 2012      |
| 4  | 9 tháng 2 năm 2011   | Sân vận động Philips, Eindhoven, Hà Lan                | Hà Lan        | 1–3       | 1–3     | Giao hữu                      |
| 5  | 2 tháng 9 năm 2011   | Veltins-Arena, Gelsenkirchen, Đức                      | Đức           | 1–3       | 2–6     | Vòng loại UEFA Euro 2012      |
| 6  | 1 tháng 6 năm 2012   | Tivoli-Neu, Innsbruck, Áo                              | Ukraina       | 2–1       | 3–2     | Giao hữu                      |
| 7  | 1 tháng 6 năm 2012   | Tivoli-Neu, Innsbruck, Áo                              | Ukraina       | 3–2       | 3–2     | Giao hữu                      |
| 8  | 27 tháng 3 năm 2015  | Sân vận động Rheinpark, Vaduz, Liechtenstein           | Liechtenstein | 5–0       | 5–0     | Vòng loại UEFA Euro 2016      |
| 9  | 9 tháng 10 năm 2015  | Sân vận động Podgorica City, Podgorica, Montenegro     | Montenegro    | 2–2       | 3–2     | Vòng loại UEFA Euro 2016      |
| 10 | 12 tháng 10 năm 2015 | Sân vận động Ernst Happel, Vienna, Áo                  | Liechtenstein | 1–0       | 3–0     | Vòng loại UEFA Euro 2016      |
| 11 | 31 tháng 5 năm 2016  | Sân vận động Wörthersee, Klagenfurt, Áo                | Malta         | 1–0       | 2–1     | Giao hữu                      |
| 12 | 6 tháng 10 năm 2016  | Sân vận động Ernst Happel, Vienna, Áo                  | Wales         | 1–1       | 2–2     | Vòng loại FIFA World Cup 2018 |
| 13 | 6 tháng 10 năm 2016  | Sân vận động Ernst Happel, Vienna, Áo                  | Wales         | 2–1       | 2–2     | Vòng loại FIFA World Cup 2018 |
| 14 | 24 tháng 3 năm 2017  | Sân vận động Ernst Happel, Vienna, Áo                  | Moldova       | 1–0       | 2–0     | Vòng loại FIFA World Cup 2018 |
| 15 | 28 tháng 3 năm 2017  | Tivoli-Neu, Innsbruck, Áo                              | Phần Lan      | 1–0       | 1–1     | Giao hữu                      |
| 16 | 6 tháng 10 năm 2017  | Sân vận động Ernst Happel, Vienna, Áo                  | Serbia        | 2–1       | 3–2     | Vòng loại World Cup 2018      |
| 17 | 23 tháng 3 năm 2017  | Sân vận động Wörthersee, Klagenfurt, Áo                | Slovenia      | 2–1       | 3–0     | Giao hữu                      |
| 18 | 23 tháng 3 năm 2017  | Sân vận động Wörthersee, Klagenfurt, Áo                | Slovenia      | 3–0       | 3–0     | Giao hữu                      |
| 19 | 27 tháng 3 năm 2018  | Sân vận động Josy Barthel, Luxembourg City, Luxembourg | Luxembourg    | 1–0       | 4–0     | Giao hữu                      |
| 20 | 12 tháng 10 năm 2018 | Sân vận động Ernst Happel, Vienna, Áo                  | Bắc Ireland   | 1–0       | 1–0     | UEFA Nations League 2018–19   |
| 21 | 24 tháng 3 năm 2019  | Sân vận động Sammy Ofer, Haifa, Israel                 | Israel        | 1–0       | 2–4     | Vòng loại UEFA Euro 2020      |
| 22 | 24 tháng 3 năm 2019  | Sân vận động Sammy Ofer, Haifa, Israel                 | Israel        | 2–4       | 2–4     | Vòng loại UEFA Euro 2020      |
| 23 | 10 tháng 6 năm 2019  | Philip II Arena, Skopje, Bắc Macedonia                 | Bắc Macedonia | 2–1       | 4–1     | Vòng loại UEFA Euro 2020      |
| 24 | 10 tháng 6 năm 2019  | Philip II Arena, Skopje, Bắc Macedonia                 | Bắc Macedonia | 3–1       | 4–1     | Vòng loại UEFA Euro 2020      |
| 25 | 6 tháng 9 năm 2019   | Sân vận động Wals-Siezenheim, Wals-Siezenheim, Áo      | Latvia        | 1–0       | 6–0     | Vòng loại UEFA Euro 2020      |
| 26 | 6 tháng 9 năm 2019   | Sân vận động Wals-Siezenheim, Wals-Siezenheim, Áo      | Latvia        | 3–0       | 6–0     | Vòng loại UEFA Euro 2020      |
| 27 | 13 tháng 3 năm 2021  | Arena Națională, Bucharest, România                    | Bắc Macedonia | 3–1       | 3–1     | UEFA Euro 2020                |
| 28 | 1 tháng 9 năm 2021   | Sân vận động Zimbru, Chișinău, Moldova                 | Moldova       | 2–0       | 2–0     | Vòng loại FIFA World Cup 2022 |
| 29 | 4 tháng 9 năm 2021   | Sân vận động Sammy Ofer, Haifa, Israel                 | Israel        | 2–3       | 2–5     | Vòng loại FIFA World Cup 2022 |
| 30 | 12 tháng 11 năm 2021 | Sân vận động Wörthersee, Klagenfurt, Áo                | Israel        | 1–1       | 4–2     | Vòng loại FIFA World Cup 2022 |
| 31 | 15 tháng 11 năm 2021 | Sân vận động Wörthersee, Klagenfurt, Áo                | Moldova       | 1–0       | 4–1     | Vòng loại FIFA World Cup 2022 |
| 32 | 15 tháng 11 năm 2021 | Sân vận động Wörthersee, Klagenfurt, Áo                | Moldova       | 3–0       | 4–1     | Vòng loại FIFA World Cup 2022 |
| 33 | 3 tháng 6 năm 2022   | Gradski vrt, Osijek, Croatia                           | Croatia       | 1–0       | 3–0     | UEFA Nations League 2022–23   |
| 34 | 16 tháng 11 năm 2022 | Sân vận động La Rosaleda, Málaga, Tây Ban Nha          | Andorra       | 1–0       | 1–0     | Giao hữu                      |
| 35 | 12 tháng 9 năm 2023  | Friends Arena, Solna, Thụy Điển                        | Thụy Điển     | 2–0       | 3–1     | Vòng loại UEFA Euro 2024      |
| 36 | 12 tháng 9 năm 2023  | Friends Arena, Solna, Thụy Điển                        | Thụy Điển     | 3–0       | 3–1     | Vòng loại UEFA Euro 2024      |
| 37 | 21 tháng 6 năm 2024  | Olympiastadion, Berlin, Đức                            | Ba Lan        | 3–1       | 3–1     | UEFA Euro 2024                |

## Cuộc sống cá nhân
Arnautović sinh ra tại Floridsdorf, một quận nằm ở phía bắc thành phố Viên. Cha anh là người Serb và mẹ anh là người Áo. Anh thường xuyên gặp vấn đề với các huấn luyện viên mà anh làm việc cùng, như huấn luyện viên Steve McClaren đã gọi anh là cầu thủ "điên" nhất mà ông từng dẫn dắt và huấn luyện viên José Mourinho thì nói anh có cách hành xử như một đứa trẻ. Tháng 6 năm 2012, anh từng dọa giết cảnh sát ở Viên khi bị chặn xe để kiểm tra giấy tờ và suýt nữa phải ngồi tù vì hành động đó.
Arnautović lập gia đình với người bạn gái Sarah và có một cô con gái tên Emilia. Anh thừa nhận việc có con gái đã khiến anh "trưởng thành" hơn trong cuộc sống.

## Danh hiệu

### Câu lạc bộ

#### Inter Milan
- Serie A: 2009–10, 2023–24[82]
- Coppa Italia: 2009–10
- Supercoppa Italiana: 2023[83]
- UEFA Champions League: 2009–10

### Cá Nhân
- Cầu thủ người Áo của năm: 2018
- Cầu thủ West Ham United của năm: 2017-2018